# Juupajoki
Juupajoki este o comună din Finlanda.